# Victor Gelu
 (juin 2023).
Si vous disposez d'ouvrages ou d'articles de référence ou si vous connaissez des sites web de qualité traitant du thème abordé ici, merci de compléter l'article en donnant les références utiles à sa vérifiabilité et en les liant à la section « Notes et références ».
Pour les articles homonymes, voir Gelu.
André Jean Victor Gelu, né le 12 septembre 1806 à Marseille, décédé ibidem le 2 avril 1885, est un poète et chansonnier marseillais de langue provençale.
Charismatique, réputé orgueilleux et revendiquant son indépendance, sa posture, notamment en ce qui concerne le modèle de langue — Gelu utilisant avec talent un langage populaire marseillais cru, sans en expurger les nombreux emprunts au français —, fut à l'origine de dissensions durables avec les premiers félibres, qui tentèrent sans succès de le rallier à leur cause au début de leur entreprise.

## Présentation générale
Il vit le jour à Marseille le 12 septembre 1806. Ses parents avaient bien eu dix enfants, mais trois seulement survécurent. Son père, Étienne Victor Gelu, boulanger, dirigea successivement deux établissements à Marseille. C'est le grand-père de Victor, Victor Gelu l'aîné, qui avait le premier quitté les montagnes d'Embrun (Hautes-Alpes) et était venu exercer son art de boulanger à Marseille au milieu du XVIIIe siècle.
Victor Gelu avait une admiration sans borne pour son père, dont il écrivit plus tard « M. Gelu était le modèle des pères et de plus le meilleur et le plus charitable des hommes ». Le jeune Victor n'avait par contre pas le même regard sur sa mère, Rosalie Margalet, une couturière originaire de Puyloubier, qu'il considérait comme le type même de la bigote acrimonieuse. Souvent il eut à s'en plaindre dans sa jeunesse et la mort prématurée du père, le 10 juin 1822, alors qu'il n'avait que seize ans, fut ressentie par l'enfant de façon d'autant plus dramatique. Cela contribua à forger son caractère que d'aucuns qualifieront de peu sociable. Sa tristesse et sa mélancolie se retrouvent dans ses œuvres.

## Biographie du poète

### Les événements de Marseille et Victor Gelu (1814-1815)
Les émeutes et les massacres qui ensanglantèrent Marseille du 25 au 28 juin 1815 à la suite de la Restauration et la montée sur le trône de Louis XVIII eurent un fort impact sur le jeune Victor Gelu, spectateur involontaire de scènes terrifiantes, puisqu'il était souvent dans la rue, comme les enfants de son âge.

Après les événements de Marseille, Victor commença des études classiques chez l'abbé Chabert, un homme réputé dur. Après une punition cruelle et injuste, il fut ramené chez lui, puis partit chez les Frères-Gris d'Aix. Lentement de profonds sentiments d'antipathie pour le clergé et la monarchie dans son ensemble se développaient chez lui, le poussant vers les patriotes républicains ou bonapartistes. Lors d'une altercation avec son professeur, le frère Jérôme, Victor manqua de l'assommer en lui lançant à la tête un lourd encrier de plomb. Puis il prit la fuite et retourna vers son père, le suppliant de le garder avec lui. Lorsque Étienne Victor, le bon boulanger, mourut, le jeune Victor en éprouva un chagrin sans fond. Il lui consacra plusieurs poèmes à la lecture émouvantes. Tout alla de mal en pis dès lors. La boulangerie familiale périclita (le présumé vilain caractère de sa mère y était peut-être pour quelque chose) et l'héritage avait fondu comme neige au soleil, en raison des dons irréfléchis de Rosalie à sa paroisse.

### Les années difficiles (1822-1834)
Pour fuir l'atmosphère familiale lourde, Victor Gelu fréquentait quelques jeunes hommes avec lesquels il jouait le répertoire du théâtre français dans une cave. Il avait d'autres amis parmi de vieux soldats de l'Empire qui se baptisaient eux-mêmes les "Endormis".

En 1827, à sa majorité, Gelu, qui avait repris le métier de boulanger de son père, toucha une petite somme d'argent qui lui permit de se mettre à son compte et, ainsi, de s'affranchir de l'autorité de sa mère. Las ! Ses projets échouèrent et Gelu partit pour Bordeaux, puis Paris, où il épuisa ses dernières économies en quête d'une place correcte. Il revint honteux à Marseille et sa mère lui donna pour solde de tout héritage un pécule de quelques centaines de francs.

Victor profita de l'aubaine pour partir à Antibes où il monta sur les planches : le premier rôle d'une pièce avait fugué et Gelu fut recruté pour le suppléer. Ce fut un véritable triomphe. Sa carrière semblait lancée. Malheureusement, le milieu du théâtre l'irritait particulièrement, lui, l'homme austère, en quête de perfection morale. Il partit donc à Toulon, à la recherche d'une place de commis aux vivres à bord d'un des vaisseaux de guerre de l'expédition d'Alger. Il ne parvint pas à s'adapter à ce milieu non plus et rentra une fois de plus à Marseille, chez sa mère. Celle-ci, embarrassée par le retour de son fils, lui confia son jeune frère Noël et envoya les deux jeunes hommes à Lyon dans une fabrique de pâtes alimentaires.
Avec le Gouvernement de Juillet arriva la crise économique et Victor se retrouva bientôt sans emploi. Lors de l'insurrection de 1831, il fut même grièvement blessé. 
Alors se présenta ce qui aurait pu être une occasion inespérée dans la vie du jeune homme, qui n'avait que vingt-cinq ans : un avoué qui rêvait de la députation avait promis à Victor une place de secrétaire lorsqu'il serait lui-même à la Chambre, à Paris. Le jeune Gelu dut vite déchanter car son avoué s'était inopinément marié et avait du coup changé tous ses projets.

### La réussite
1835 : Noël Gelu, le cadet de la famille, s'était marié et vivait tant bien que mal d'une place de minotier à Aubagne. Faute d'emploi, Victor vint quelque temps habiter chez eux. Mais Victor Gelu ne s'entendait pas du tout avec sa belle-sœur. Lassé de cette vie difficile, Victor tenta alors de se donner la mort. Son frère Noël l'en empêcha fort heureusement".
Plus tard, les deux hommes se séparaient et Victor revint à Marseille où il loua une maison à la Plaine pour 70 francs. Il trouva une place de clerc, à 30, puis 60 et enfin 90 francs par mois. Il avait enfin trouvé, comme il le disait lui-même, "la fortune". L'esprit libéré des contingences matérielles, le poète commença enfin à créer. En 1838, "Fenian et Grouman", sa première œuvre, obtint un succès colossal.
En 1840, grâce à ses anciens amis des Endormis, il fit paraître un recueil de dix chansons marseillaises et de quinze autres en français.
Invité en 1852 au congrès des félibres, à Arles, il parvint à conquérir une foule d'admirateurs par sa carrure d'athlète et sa voix de cuivre. Roumanille lui dira même en cette occasion : « Mon Dieu, Monsieur, vous devez nous trouver tout petits ». Pourtant, Gelu refusera de s'intégrer aux félibres, préférant se tenir à l'écart des groupements, afin de mieux préserver l'indépendance d'esprit qui le caractérisait.
Ses sentiments républicains furent la source de bien des tracas. Ses ennemis politiques s'acharnaient à s'opposer à la publication de nouvelles œuvres. Lors de la seconde édition de ses Œuvres, de nombreux passages furent ni plus ni moins coupés, remplacés par des lignes de pointillés et la plupart des ouvrages achetés par ses opposants soucieux de les mettre aussitôt au pilon.
Après les quelques années passées à la minoterie de Roquevaire, Gelu revint à Saint-Barnabé, près de Marseille.
Retrouvant l'apaisement après la mort de sa fille, il écrit en novembre 1854 une de ses œuvres majeures, Lou Credo de Cassian.
Sa femme mourut, cette chère épouse que Gelu aimait plus que tout. On était alors à la fin de l'Empire.

### Les dernières années
Fatigué, Victor Gelu eut dès lors une production irrégulière. Dans le même temps, soucieux de fuir toute forme d'honneur, il refusa en 1878 de faire partie de l'Académie de Marseille, malgré le soutien flatteur de la majorité des délégués. Peu de temps après, la municipalité de la ville de Marseille lui refusa un poste de professeur de diction au Conservatoire.
Le 2 avril 1885, Victor Gelu s'éteignait, au 44, rue du Jardin-des-Plantes, chez son fils, peintre et architecte. Son éloge funèbre fut particulièrement sobre. Un délégué des Endormis prononça un discours. Les félibres publièrent un recueil complet de ses œuvres (moins les Mémoires) et, en 1891, on lui érigea un monument sur l'ex-place Neuve, rebaptisée place Victor-Gelu, en plein sur le Vieux-Port.
Celui qu'un critique parisien [réf. nécessaire] avait nommé « le grand et terrible poète » laisse l'image d'un homme aux dons poétiques hors normes. On comparait parfois Gelu à François Villon. La comparaison, pourtant, ne tient pas. Si Gelu puisait l'essentiel de son inspiration dans les vices de la basse société marseillaise, il se comportait constamment comme un moraliste austère, attaché à corriger les défauts des autres, ce qui, on le comprend, lui valut des amis bien rares. Paul Masson disait de lui : « Sa vie fut un long tourment, bien qu'il eût l'âme d'un sage antique et une culture intellectuelle suffisante pour mépriser les misères quotidiennes de l'existence : aussi ne faut-il pas être surpris que ses poèmes laissent au lecteur une impression de sombre tristesse. Il avait assez souffert lui-même pour comprendre les douleurs des miséreux et des révoltés (...). Mais il n'était nullement des leurs... »

### Postérité de Victor Gelu
- Son influence sur les poètes et écrivains qui lui ont succédé est considérable. On compte parmi eux Jòrgi Reboul. Il a inspiré les poètes du groupe Les Cahiers de Garlaban qui lui ont rendu hommage.
- À Marseille, sa ville natale, une place du 2e arrondissement porte son nom.
- Marcel Pagnol le cite dans la célèbre scène de la « partie de cartes » de sa trilogie marseillaise, au cours de laquelle César dit à Panisse : « Tu es beau. Tu ressembles à la statue de Victor Gelu. ».
- Un haut-relief en bronze représentant le poète derrière une table qui lui sert de tribune, le bras droit tendu, en train de déclamer un de ses poèmes est érigé en 1891 Place Neuve, rebaptisée Place Victor Gelu. Ce haut-relief réalisé par Stanislas Clastrier ayant été fondu pendant la deuxième guerre mondiale pour la récupération du bronze, un bas-relief également en bronze réalisé en 1959 par Oscar Eichacker représentant Victor Gelu de profil sera placé au quai des Belges puis enlevée lors du réaménagement du quai pour l'opération "Marseille capitale européenne de la culture" en 2013. Il est réinstallé en 2015 à l'angle de la place qui porte son nom, au croisement de la rue Bonneterie, dans le 2e arrondissement de Marseille.